# علی الفتی
علی الفتی، (زادهٔ ۱۳۵۶ در سرپل ذهاب - )، شاعر کُرد اهل ایران و از پیشگامان شعر کردی جنوبی است. وی به دو زبان فارسی و کُردی شعر می‌گوید و داستان می‌نویسد. 
الفتی داوری بیش از ده‌ها جشنواره معتبر منطقه‌ای و کشوری را در دو زبان کردی و فارسی انجام داده است و در کنار شعر به عنوان منتقد حوزۀ شعر نیز شناخته شده‌است. علی الفتی تاکنون نامزد جایزه شعر نیما و برندۀ جوایزی همچون جایزۀ سازمان ملی جوانان، فستیوال ادبی مولوی کُرد، جایزۀ احمد عزیزی و جایزۀ ادبی باشور شده‌است.

## ویژگی‌های شعری
علی الفتی در شعر فارسی در چرخۀ بینابینی شعر حجم، ناب و دیگر جریان‌های شعری قرار دارد و سعی نموده با تلفیق‌های مختلفی از این جریان‌ها مسیری ترکیبی در این حوزه ایجاد نماید. ابتدای کار این تلفیق را می‌توان از کتاب هوای هرات او از سال ۸۵ دانست. الفتی را جدا از دوزبانه بودن، می‌توان شاعری آزادنویس در حوزهٔ شعر تلقی نمود. او از شاعران پرکار در ادبیات فارسی‌زبان دهه هشتاد است.

## آثار

### شعر
- ال‍ف‍ت‍ی، ع‍ل‍ی، خ‍اک‍س‍ت‍ری، ک‍رم‍ان‍ش‍اه: چ‍ش‍م‍ه ه‍ن‍ر و دان‍ش، ۱۳۸۱.
- ال‍ف‍ت‍ی، ع‍ل‍ی، راخ، ت‍ه‍ران: ن‍گ‍ار و ن‍ی‍م‍ا (ن‍گ‍ی‍م‍ا)، ۱۳۸۳.
- ال‍ف‍ت‍ی‌، ع‍ل‍ی‌، از ای‍ن‌ خ‍واب‍ی‍ده‌ت‍ر، م‍ش‍ه‍د: ب‍وت‍ی‍م‍ار، ۱۳۸۴.
- ال‍ف‍ت‍ی، ع‍ل‍ی، گیان، کرمانشاه: باغ نی، ۱۳۸۷.
- ال‍ف‍ت‍ی، ع‍ل‍ی، آن‌ها از مرگ ترسیده بودند، تهران: نشر داستان، ۱۳۸۸.
- ال‍ف‍ت‍ی، ع‍ل‍ی، هوای هرات، مشهد: بوتیمار، ۱۳۸۸.
- ال‍ف‍ت‍ی، ع‍ل‍ی، سانه ناو: مجموعه شعر (دو زبانه کردی– فارسی)، تهران: داستان، ۱۳۸۹.
- ال‍ف‍ت‍ی، ع‍ل‍ی، گه‌رمه‌شین کرمانشاه: باغ نی، چاپ سوم: ۱۳۸۹.
- ال‍ف‍ت‍ی، ع‍ل‍ی، آهوان ملل، تهران: نگاه، ۱۳۹۱.
- ال‍ف‍ت‍ی، ع‍ل‍ی، سزیان وه‌فر، کرمانشاه: مؤلف، ۱۳۹۲.
- الفتی، علی، گه‌رمێیان، کرمانشاه: دیباچه، ۱۳۹۴.
- الفتی، علی، سرۊت باشوور، کرمانشاه: دیباچه، ۱۳۹۵.
- الفتی، علی، شفاهی به ندرت، تهران: بوتیمار، ۱۳۹۵.
- الفتی، علی، گلوی زود، تهران: کیان افراز، ۱۳۹۷.
- الفتی، علی، له چیمنه‌ڕێیه‌و چیمنه ڕێیه‌و، بانه: مانگ، ۱۳۹۷.
- الفتی، علی، ستران، کرمانشاه: دیباچه، ۱۴۰۰.
- الفتی، علی، ئاڤراندن، کرمانشاە: دیباچه، ۱۴۰۱.
- الفتی، علی، کلیل کۊیه‌سان گۆم کردمه، کرمانشاه: دیباچه، ۱۴۰۲.

### داستان
- ال‍ف‍ت‍ی، ع‍ل‍ی، به روایت دوربین روسی، مشهد: بوتیمار، ۱۳۸۷.

### ترجمه
- - هه‌ڵوه‌س هه‌ڵوه‌سه‌گان سڵێمان، ترجمۀ غزل غزل‌های سلیمان از عهد عتیق به زبان کُردی، کرمانشاه: دیباچه، ۱۴۰۱.

## ترجمۀ اشعار
علی الفتی یکی از مجموعه شعرهای خود به نام سانه‌ناو را به صورت دو زبانه چاپ کرده و در آن اشعار کُردی خود را به صورت شعر ترجمه کرده‌است. علاوه بر آن، برخی از اشعار علی الفتی توسط دیگر مترجمان به زبان فارسی ترجمه شده و با مشخصات زیر به چاپ رسیده‌است:
- الفتی، علی، دری که مرگ کلیدش را گم کرده، ترجمۀ سمیه فلاحی، ایلام: باشور، ۱۳۹۹.
- سرۊت باشور ، با ترجمۀ مجتبی ویسی، کرمانشاه: دیباچه، ۱۳۹۵.

## جوایز
- برندۀ جایزه شعر سازمان ملی جوانان به خاطر کتاب خاکستری، ۱۳۸۲.[نیازمند منبع]
- برندۀ اول و تندیس و جایزه از نخستین فستیوال ادبی مولوی کُرد در سنندج، ۱۳۹۱.[۵]
- کاندید نهایی جایزۀ شعر نیما، شعر فارسی به خاطر کتاب هوای هرات، ۱۳۸۸.[۳][۴]
- برندۀ اولین دورۀ جایزۀ کتاب سال کرمانشاه به خاطر کتاب گه‌رمییان، ۱۳۹۵.[نیازمند منبع]
- برندۀ اولین دورۀ جایزۀ ادبی احمد عزیزی، ۱۳۹۶.[۶]
- برندۀ سومین دورۀ جایزه ادبی باشور، (جایزه ادبی زبان کُردی در ایران) در بخش ادبیات خلاق (شعر و داستان)، ۱۴۰۰.[۷][۸]